# Elefterios Venizelos
Elefterios Kyriákou Venizelos, grško: Ελευθέριος Κυριάκου Βενιζέλος, polno ime Elefthérios Kyriákou Venizélos), grški politik in revolucionar, *23. avgust 1864, Murnies, Chania, otok Kreta, † 18. marec 1936, Pariz, Francija. Veljal je za uglednega grškega vodjo grškega narodno liberalnega gibanja in karizmatičnega državnika na začetku 20. stoletja. Spominjajo se ga zaradi njegovega prispevka k razširitvi Grčije in spodbujanju liberalno-demokratične politike. Kot vodja liberalne stranke je bil izvoljen osemkrat. Zaradi svojega vpliva na notranjo in zunanjo grško politiko ga imenujejo oče moderne grške države. Bil je večkratni grški premier (1910-1915, 1917-1920 in 1928-1932). 